# Nguyễn Thị Ngọc Thắm
Nguyễn Thị Ngọc Thắm (* 21. April 1984) ist eine ehemalige vietnamesische Leichtathletin, die sich auf den Hochsprung spezialisiert hat.

## Sportliche Laufbahn
Erste Erfahrungen bei internationalen Wettbewerben sammelte Nguyễn Thị Ngọc Thắm im Jahr 2003, als sie bei den Südostasienspielen in Hanoi mit übersprungenen 1,80 m die Bronzemedaille hinter der Thailänderin Noengrothai Chaipetch und ihrer Landsfrau Bùi Thị Nhung gewann. 2005 belegte sie bei den Asienmeisterschaften in Incheon mit derselben Höhe den fünften Platz und gewann anschließend bei den Südostasienspielen in Manila mit einer Höhe von 1,86 m die Silbermedaille hinter ihrer Landsfrau Bùi Thị Nhung. Im Jahr darauf nahm sie erstmals an den Asienspielen in Doha teil und gelangte dort mit 1,75 m auf den neunten Platz und 2007 schied sie bei der Sommer-Universiade in Bangkok mit 1,70 m in der Qualifikationsrunde aus. Daraufhin beendete sie ihre aktive Karriere im Alter von 23 Jahren.

## Persönliche Bestleistungen
- Hochsprung: 1,86 m, 17. Oktober 2005 in Hanoi